# Precio de ejercicio
En finanzas, el precio de ejercicio (o precio de strike) de una opción es el precio fijado al cual el propietario de la opción puede comprar (en el caso de una opción de compra), o vender (en el caso de una opción de venta), el valor o mercancía subyacente.
El precio de ejercicio es una variable clave en un contrato de derivados entre dos partes.  Donde el contrato requiere la entrega del instrumento subyacente, el comercio se realiza al precio de strike, independientemente del tipo de cambio spot (precio de mercado) del instrumento subyacente en ese instante.
Por ejemplo, una acción de IBM tiene un precio de strike de $50 cada acción. Cuando se ejerce la opción, el dueño de la opción comprará 100 acciones de IBM por $ 50 cada acción.

## Grado del dinero
El grado del dinero es el valor de un contrato financiero si la liquidación del contrato es de carácter financiero. Más específicamente, es la diferencia entre el precio de strike de la opción y el precio de cotización actual de su valor subyacente.
En el comercio de opciones, términos tales como in-the-money, at-the-money y out-of-the-money describen el grado de dinero de las opciones.
- Una opción de compra está in-the-money si el precio de ejercicio está por debajo del precio de mercado de la acción subyacente.
  - Una opción de venta está in-the-money si el precio de ejercicio está sobre el precio de mercado de la acción subyacente.
- Una opción de compra o venta está at-the-money si el precio de ejercicio y el precio de mercado son iguales (o similares).
- Una opción de compra está out-of-the-money si el precio de ejercicio está sobre el precio de mercado de la acción subyacente.
  - Una opción de venta está out-of-the-money si el precio de ejercicio está por debajo del precio de mercado de la acción subyacente.

### Fórmula matemática
Una opción de compra tiene un valor monetario positivo al expirar cuando el subyacente tiene un tipo de cambio spot (S) sobre el precio de ejercicio (K). Ya que la opción no será ejercida a menos que sea in-the-money, la rentabilidad para una opción de compra es
{\displaystyle \max \left[(S-K);0\right]}
también escrito como
{\displaystyle (S-K)^{+}\ }
donde
{\displaystyle (x)^{+}=\{_{0\ \ x<0}^{x\ \ x\geq 0}}
Una opción de venta tiene un valor ūmonetario positivo al expirar cuando el subyacente tiene un tipo de cambio spot debajo del precio de ejercicio; por otra parte es "out-the-money", y no será ejercida. La rentabilidad es por lo tanto:
{\displaystyle \max \left[(K-S);0\right]}
o
{\displaystyle (K-S)^{+}\ }
Para una opción binaria la rentabilidad es {\displaystyle 1_{S\geq K}}, donde {\displaystyle 1_{\{\}}} es la función indicatriz.